# The Second Death of Pain of Salvation
The Second Death of Pain of Salvation (Original Motion Picture Soundtrack) è il secondo album dal vivo del gruppo musicale svedese Pain of Salvation, pubblicato nel marzo 2009 dalla Inside Out Music.
Il disco è stato registrato durante il concerto tenuto dal gruppo al Paradiso di Amsterdam, data del tour del 2007 di Scarsick.

## Tracce
CD 1
1. Scarsick (7:09)
2. America (5:55)
3. Nightmist (7:48)
4. !(Forward) (6:47)
5. Handful of Nothing (7:43)
6. New Years Eve (5:47)
7. Ashes (5:25)
8. Undertow (5:10)

CD 2
1. Brickworks 1 (Parts II-IV) (6:25)
2. Chain Sling (3:59)
3. Diffidintia (7:35)
4. Flame to the Moth (6:03)
5. Disco Queen (8:14)
6. Hallelujah (9:04)
7. Cribcaged (6:23)
8. Used (5:42)

## Formazione
- Daniel Gildenlöw – voce, chitarra
- Johan Hallgren – chitarra, cori
- Simon Andersson – basso, cori
- Fredrik Hermansson – tastiere, cori
- Johan Langell – batteria, cori